# Tattva (Kula Shaker)
Tattva è singolo d'esordio del gruppo rock britannico Kula Shaker, successivamente inserito nel loro album di debutto, K, uscito nel settembre 1996.
Pubblicato inizialmente nel Regno Unito con la dicitura Tattva (Lucky 13 Mix) con tiratura limitata a mille copie in formato 7", fu ristampato  il 24 giugno 1996 nello stesso formato e in formato CD aggiuntivo e raggiunse la quarta posizione nelle classifica dei singoli del Regno Unito.

## Testo
Il ritornello della canzone recita "Tattva, acintya bheda abheda Tattva". Nella filosofia induista tattva è una parola della lingua sanscrita che significa "stato vero", "verità", "realtà", "essenza" o "principio ", mentre acintya può significare "l'inconcepibile" o "l'impensabile" o "colui che non può essere immaginato". La parola bheda vuol dire "differenza" e abheda, con una sorta di alfa privativo, si traduce con "non differenza". Una possibile traduzione del ritornello è, dunque, "verità, mistero, verità della differenza e non differenza".

## Video musicale
Del videoclip furono prodotte due versioni, una destinata al mercato europeo e una al mercato statunitense.